# زتا (راکتور هم‌جوشی)

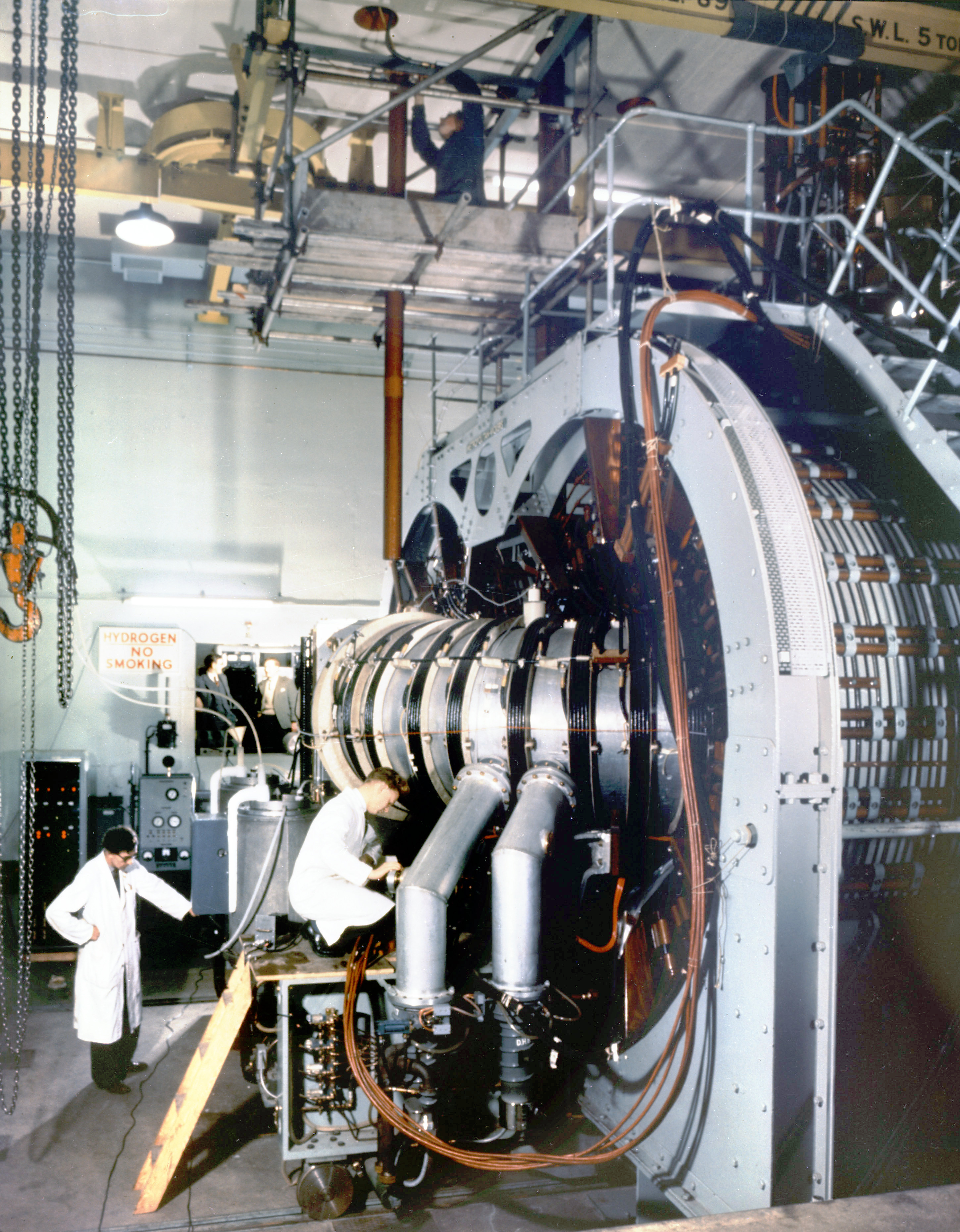
دستگاه ZETA در هاروِل، انگلستان

زتا یا (به انگلیسی: zeta) کوتاه شده‌ی عبارت (به انگلیسی: Zero Energy Thermonuclear Assembly) به معنی "اجتماع هسته گرمایی انرژی صفر" است، که یک آزمایش بزرگ در ابتدای تاریخ تحقیقات قدرت هم‌جوشی بود که در انگلستان انجام شد.